# Dionisio Anzilotti
Dionisio Anzilotti (né le 20 février 1867 à Pescia, en Toscane - mort le 23 août 1950 à Uzzano) était un juriste spécialiste du droit international et diplomate italien. Il a été président de la Cour permanente de justice internationale (CPJI) de 1928 à 1930.
Considéré comme l'un des plus grands internationalistes du début du XXe siècle, Dionisio Anzilotti développa la conception du « positivisme volontariste » du droit international public. Il a été le premier, en 1892, à utiliser l'expression « sociologie juridique ».

## Biographie
Anzilotti a fait ses études de droit à l'université de Pise et écrit une thèse de droit international privé en 1890. Il a ensuite été juge à la cour d'appel de Florence de 1892 à 1902 et enseignait en même temps le droit civil et le droit international privé à l'Institut royal des sciences sociales « Cesare Alfieri ». Il a réussi le concours a cattedra en droit international de l'université d'État, ce qui lui a permis d'enseigner d'abord à Palerme (1902-1903) puis à Bologne (1904-1911). Il a obtenu la chaire de droit international de l'université de Rome en 1911 qu'il conservera jusqu'en 1937. Il a été l'un des principaux défenseurs du droit international positif (en s'opposant fermement contre l'idée d'un droit international naturel et contre l'idée que les États seraient dans un état de nature, de la théorie du dualisme d'Heinrich Triepel, et son manuel de droit international,  Corso di diritto internazionale. Vol. I: Introduzione e teorie generali (3d. éd. 1928), a été traduit en plusieurs langues.
Après la Première Guerre mondiale, il a été conseiller technique et juridique de son gouvernement pour la Conférence de paix de Paris, lors des négociations du traité de Versailles, puis secrétaire-générale de la commission d'experts de la Société des Nations (SDN), chargée des travaux préparatoires sur la Cour permanente de justice internationale (CPJI). Membre de la cour de 1921 à 1946, il l'a présidé entre 1928 et 1930 et réélu en 1930 pour deux années. Dans l'affaire Vapeur Wimbledon de 1923, il a été le seul juge de la CPJI à voter contre son gouvernement.

## Œuvres
- Diritto internazionale nei giudizi interni (Bologna, 1905)
- Corso di diritto internazionale (Rome, 1915)
- Cours de droit international (Paris, 1929)